# Pipistrellus paterculus
Pipistrellus paterculus (Thomas, 1915) è un pipistrello della famiglia dei Vespertilionidi diffuso nel Subcontinente indiano e nell'Ecozona orientale.

## Descrizione

### Dimensioni
Pipistrello di piccole dimensioni, con la lunghezza della testa e del corpo tra 42 e 48 mm, la lunghezza dell'avambraccio tra 29,2 e 34 mm, la lunghezza della coda tra 31 e 38 mm, la lunghezza del piede tra 6 e 7 mm, la lunghezza delle orecchie tra 10 e 13 mm e un peso fino a 6 g.

### Aspetto
Le parti dorsali sono marroni scure, mentre le parti ventrali sono bruno-grigiastre con la base dei peli scura. Il muso è largo, con due masse ghiandolari sui lati. Gli occhi sono piccoli Le orecchie sono corte e ben separate tra loro. Il trago è largo, con il margine anteriore dritto e quello posteriore convesso. Le membrane alari sono marroni scure. La coda è lunga ed è completamente inclusa nell'ampio uropatagio. Il calcar è lungo e provvisto di un piccolo lobo. L'osso penico è molto lungo, sottile e con l'estremità fortemente bifida.

## Biologia

### Comportamento
Si rifugia nelle cavità degli alberi, negli internodi dei bambù, tra le fronde dei banani e sotto i tetti di capanne.

### Alimentazione
Si nutre di insetti.

### Riproduzione
Un giovane è stato catturato nel Myanmar nel mese di giugno.

## Distribuzione e habitat
Questa specie è diffusa in maniera frammentata dall'India nord-occidentale, attraverso la Cina meridionale fino all'Indocina.
Vive nelle zone urbane, foreste primarie e secondarie fino a 2.400 metri di altitudine.

## Tassonomia
Sono state riconosciute 2 sottospecie:
- P.p.paterculus: stati indiani dell'Assam, Bihar, Jammu e Kashmir, Manipur e Nagaland; Myanmar, Thailandia settentrionale, Laos, Vietnam e Cambogia;
- P.p.yunnanensis (Wang, 1982): provincia cinese meridionale dello Yunnan.

## Conservazione
La IUCN Red List, considerato il vasto areale, la popolazione presumibilmente numerosa, la presenza in diverse aree protette e la tolleranza alle modifiche ambientali, classifica P.paterculus come specie a rischio minimo (Least Concern)).